# 加勒比飲食

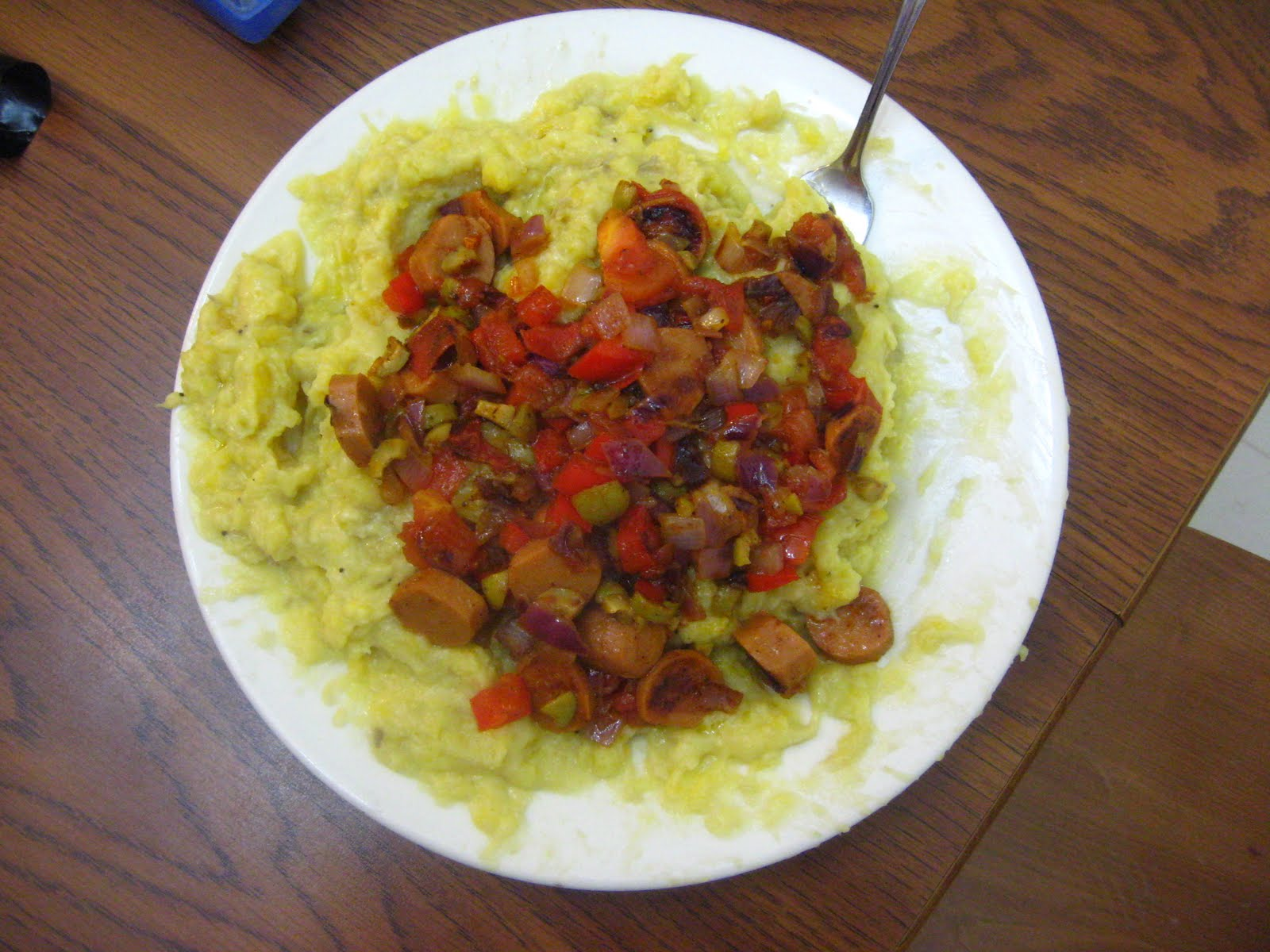
一盤曼古與素肉

加勒比飲食是指加勒比地区人民的飲食習慣。加勒比飲食融合了西非飲食、克里奥尔飲食、美洲原住民飲食、歐洲飲食、拉丁美洲飲食、印度飲食/南亚飲食、北美飲食、中東飲食以及加勒比中国菜的風格。許多人移居加勒比地区时會將家鄉的料理引入加勒比地区。 